# Mini-TES

Mini-TES на этапе сборки и отладки

Вид сзади на мачту (Pancam Mast Assembly) марсоходов миссии Mars Exploration Rover. На снимке можно видеть цилиндрический полый узел с закрытым смотровым окошком для Mini-TES

Miniature Thermal Emission Spectrometer (Mini-TES) (с англ. — «миниатюрный тепловой эмиссионный спектрометр») — инфракрасный спектрометр с преобразованием Фурье, используемый для определения состава объекта (обычно горной породы, камней) на расстоянии. Проводя измерения в тепловой инфракрасной части электромагнитного спектра, он обладает способностью проникать сквозь слой пыли, которая характерна для поверхности Марса, что проблематично для дистанционных наблюдений. Mini-TES устанавливался на борту двух марсоходов-близнецов космического агентства NASA — «Спирите» (MER-A) и «Оппортьюнити» (MER-B), которые совершили посадку на Марс в январе 2004 года по программе Mars Exploration Rover.

## Разработка
Изначально Mini-TES был разработан компанией Raytheon для Отдела Геологических Наук в Аризонском государственном университете. Mini-TES — это миниатюрная версия теплового эмиссионного спектрометра (TES), который находился в составе космического аппарата Mars Global Surveyor, изучавший Марс с орбиты с 1997 по 2006 год. Собранные данные TES помогли учёным выбрать места посадок для марсоходов «Спирит» (кратер Гусева) и «Оппортьюнити» (Плато Меридиана).

## Устройство
Mini-TES охватывает спектральный диапазон 5-29,5 мкм. Непосредственно для наблюдений применяется внутренний компактный телескоп системы Кассергена, расположенный точно под полой мачтой (Pancam Mast Assembly) марсохода. Он имеет главное зеркало диаметром 6,35 см, светосилу f/12 и пространственное разрешение 8 и 20 мрад. Режим с разрешением в 20 мрад используется для панорамного сканирования, а режим с 8 мрад для точечного. В отличие от остальных инструментов, Mini-TES находится непосредственно внутри марсохода в «тепловом блоке с электроникой», а система зеркал, действуя по принципу перископа, через полую мачту перенаправляет свет внутрь к инструменту. Система перенаправления света находится в цилиндрическом полом узле мачты рядом с основными камерами (Pancam, Navcam). Она состоит из двух зеркал, расположенных по отношению друг к другу под углом 45°. Одно зеркало непосредственно у мачты закреплено и статично, а второе зеркало напротив смотрового окошка способно вращаться. Это связано с тем, что по другую сторону от окошка установлена калибровочная мишень с заранее известными параметрами, что необходимо для температурных калибровок Mini-TES. Если необходимо откалибровать инструмент, то второе зеркало поворачивается к мишени, оставаясь к первому зеркалу все под тем же углом в 45°. Смотровое окошко находится сзади цилиндрического полого узла и открывается благодаря круглой вращающейся шторке с графитовыми уплотнителями. Для калибровки Mini-TES используются две мишени: первая мишень находится внутри цилиндрического полого узла, а вторая — снаружи, у солнечных батарей марсохода. Интерферограмма собирается каждые две секунды и передается на компьютер марсохода, где выполняется быстрое преобразование Фурье, спектральное суммирование, сжатие без потерь и
форматирование данных для последующей передачи на Землю. Mini-TES имеет размеры 23,5 × 16,3 × 15,5 см и вес 2,4 кг, тогда как весь марсоход имеет массу 185 кг. Потребляемая мощность составляет 5,6 Вт.

## На Марсе
Mini-TES использовался для идентификации перспективных горных пород и грунтов для последующего более тщательного изучения остальными научными инструментами марсоходов, а также для определения процессов, которые формируют марсианские породы. Mini-TES измеряет инфракрасное излучение от выбранного камня или объекта, которое он излучает на 167 разных длинах волн, что даёт информацию о его составе. Одна из задач прибора — поиск полезных ископаемых, которые образуются при взаимодействии с водой (например, карбонаты, глины). Инструмент также способен смотреть ввысь, создавая температурные профили атмосферы Марса, рассчитывать концентацию поднятой пыли и водяного пара.
Научная команда изначально не рассчитывала, что Mini-TES марсоходов «Спирит» и «Оппортьюнити» переживут холодную марсианскую зиму, даже при условии, что сами марсоходы выживут. Считалось, что небольшой лучеразделитель из бромида калия (KBr), который был помещён в алюминиевый фитинг дал бы трещины из-за несогласованного коэффициента теплового расширения. Однако этого не произошло, и Mini-TES на обоих роверах пережил несколько марсианских зим, а Mini-TES «Спирита» продолжал периодически применяться для дистанционных наблюдений, вплоть до выхода марсохода из строя в 2010 году. Mini-TES марсохода «Оппортьюнити» не использовался с 2007 года и до конца миссии, так как мощная пылевая буря 2007 года забила пылью зеркала перенаправления света.
На борту марсоходов есть ещё два спектрометра (APXS и MIMOS II) иного типа, которые установлены на их манипуляторе. Они предоставляют дополнительную информацию о составе горных пород, однако для этого спектрометры необходимо поднести вплотную к изучаемому образцу.
Mini-TES может работать в паре с камерами Pancam для анализа окружающей местности.

Галерея
Внутреннее устройство системы перенаправления света, находящейся внутри полого цилиндрового узла мачты марсоходов миссии Mars Exploration Rover
Внешняя калибровочная мишень для инструмента Mini-TES
Композиционная карта концентрации гематита с места посадки марсохода «Оппортьюнити» — кратера Игл. Чем краснее оттенок, тем выше концентрация гематита. Снимок получен на основе данных Mini-TES с наложеннием на снимки камеры Pancam. Слева также виден спускаемый аппарат марсохода[6]
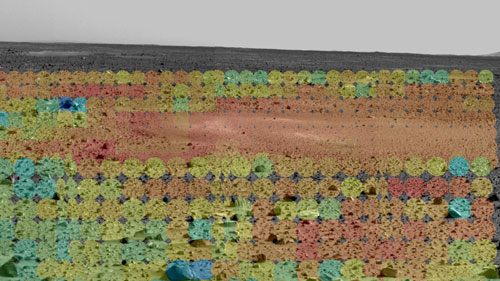
Композиционное изображение от Mini-TES марсохода «Спирит» в кратере Гусева. Чем краснее оттенок, тем выше температура, а чем синее, тем соответственно холоднее